# Philoctète (Sophocle)
Pour les articles homonymes, voir Philoctète (homonymie).
 (février 2010).
Si vous disposez d'ouvrages ou d'articles de référence ou si vous connaissez des sites web de qualité traitant du thème abordé ici, merci de compléter l'article en donnant les références utiles à sa vérifiabilité et en les liant à la section « Notes et références ».

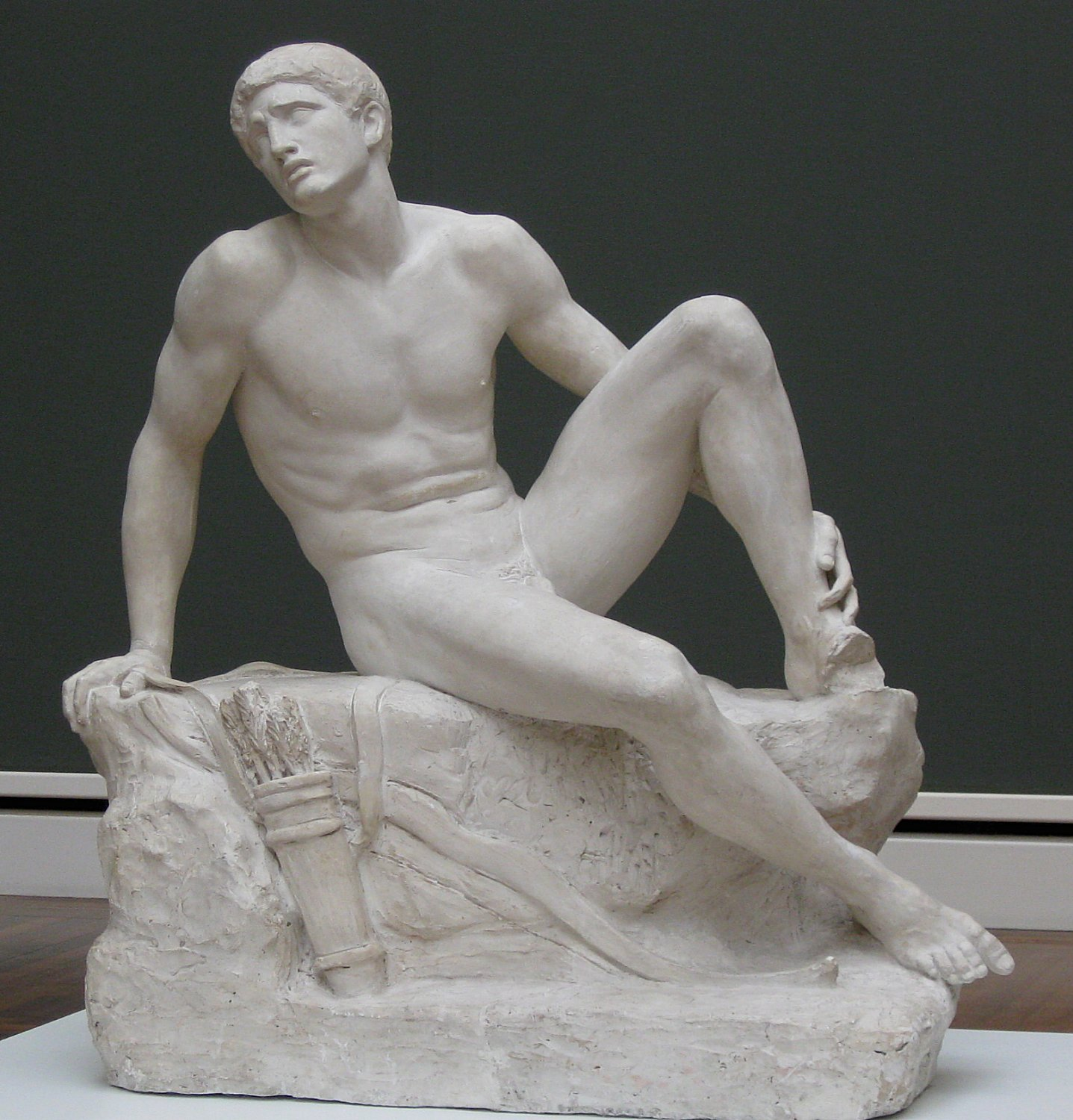
Philoctète (1886), sculpture d'Adolf von Hildebrand, Nouvelle Pinacothèque de Munich.

Philoctète (en grec ancien Φιλοκτήτης / Philoktḗtēs) est une tragédie grecque de Sophocle, inspirée des malheurs du Philoctète mythologique. C'est l'une des rares tragédies de Sophocle dont la date de création est connue : elle a été donnée pour la première fois au printemps 409 av. J.-C. à Athènes, durant la guerre du Péloponnèse (431-404). 

## Résumé
Philoctète est un guerrier très puissant en raison de ses armes, un arc et des flèches qui atteignent toujours leur cible, qui lui ont été offertes par Héraclès. Lorsque la tragédie commence, il se trouve sur l'île de Lemnos, où il vit seul depuis dix ans (l'île est décrite comme déserte, alors qu'à l'époque où Sophocle écrit, les Athéniens la connaissent comme riche et fertile).
C'est Ulysse qui, sur le chemin de Troie, l'a abandonné là, parce que Philoctète a une blessure au pied qui suppure, et il pousse des cris qui perturbent l'armée (notamment les libations, nous dit Ulysse). Cette blessure lui serait venue de Chrysé, parce qu'il aurait, selon les versions, dormi, ou fait l'amour avec sa prêtresse dans son temple. Il se trouve donc abandonné et sans ressources depuis dix ans lorsque, ayant capturé le devin troyen Hélénos, les Grecs apprennent que sans les flèches d'Héraclès, qui sont en la possession de Philoctète, ils ne prendront jamais Troie.
Ulysse va alors recourir à la ruse pour tenter de prendre les armes de Philoctète, ou de l'emmener à Troie. Il envoie donc Néoptolème, fils d'Achille, parler avec Philoctète et gagner sa confiance. En effet, Néoptolème est trop jeune pour avoir participé à l'humiliation qu'a subie Philoctète, et, fils d'Achille, il a toutes les qualités pour se faire apprécier de lui, d'autant plus que Néoptolème se fait passer pour un héros humilié par Ulysse et les Atrides, tout comme Philoctète. Bien qu'il juge contestable la ruse d'Ulysse, non conforme aux traditions héroïques héritées de son père, il s'exécute et réussit à amadouer Philoctète, qui ira même jusqu'à l'appeler « mon enfant » à plusieurs reprises.
Ayant totalement confiance en Néoptolème, Philoctète lui confie ses armes pendant son sommeil. Néoptolème, gagné par le remords, renonce à le tromper et lui avoue ses mensonges et la prédiction d'Hélénos. Ulysse, ne pouvant rien faire sans les armes de Philoctète, tente alors de le forcer à embarquer pour Troie, mais Néoptolème s'y oppose, et les deux héros sont sur le point d'en découdre.
Pour rétablir l'ordre brisé, Sophocle a recours à un deus ex machina : c'est Héraclès qui va intervenir et obliger Philoctète à se rendre à Troie.
Nous apprenons par d'autres sources que c'est d'une de ses flèches que mourra Pâris et qu'il regagnera sa patrie à la fin de la guerre de Troie.

## Analyse
Philoctète est une tragédie où personne ne meurt. Le tragique de la pièce réside en effet dans le fait que Philoctète s'est retrouvé expulsé de la société humaine et contraint d'adopter un mode de vie à la frontière de l'homme et de l'animal. Cette déshumanisation a lieu par deux moyens. D'abord, sa douleur l'empêche de participer aux rites religieux, composante indispensable à la socialité de l'être humain pour les Achéens qui constituent le public original de la pièce, dont la vie est rythmée par les cérémonies religieuses. Deuxièmement, et cela découle de la première raison, l'isolement forcé de Philoctète durant près de dix ans l'a factuellement éloigné des hommes et l'a amené à vivre dans des conditions inhumaines (alors qu'il boite, il habite dans une grotte en hauteur accessible uniquement par des marches ;  il y a également une insistance sur le dégout et l'odeur pestilentielle que dégagent la blessure de Philoctète et sur sa souffrance insoutenable). 
Le thème de la patrie est donc également important dans la pièce. Ulysse est le garant de l'ordre : il est prêt à tout pour la victoire des Achéens à Troie, même à prendre de force l'arc de Philoctète, qui est pourtant son seul moyen de subsistance sur l'île déserte. Néoptolème est inférieur hiérarchiquement et doit obéir à Ulysse mais il se retrouve dans un dilemme moral : il comprend la finalité de l'entreprise et l'estime juste, mais ne peut pas se résoudre à tromper Philoctète. Quant à Philoctète, il refuse d'aider les Achéens et souhaite un simple retour à la civilisation, mais se laisse convaincre par Héraclès, son vieil ami et avant tout demi-dieu, que son devoir en tant que Grec est de contribuer à la victoire contre Troie.
Enfin, le thème de la famille. Ulysse est appelé fils de Laërte par Néoptolème, parenté attestée chez Homère, mais fils de Sisyphe par Philoctète. Ce dernier colporte en effet la rumeur selon laquelle Anticlée, la mère d'Ulysse, était enceinte d'un viol par Sisyphe quand elle a épousé Laërte. Sisyphe est en effet, comme Ulysse, un menteur qui n'hésite pas à tromper pour obtenir ce qu'il souhaite. Par cette simple appellation, Philoctète attribue à Ulysse de nombreux défauts. La parenté de Néoptolème, "fils d'Achille, le meilleur des Grecs", est également exploitée par les deux autres personnages : Ulysse l'utilise pour rappeler à Néoptolème son devoir en tant que guerrier, bien qu'Achille ne soit pas un exemple de subordination ; Philoctète quant à lui montre son admiration pour Achille et met en avant ses qualités qui doivent avoir été nécessairement transmises à son fils.

## Adaptations et mises en scène notables
- 2010 : Philoctète de Jean-Pierre Siméon d'après Sophocle, mise en scène Christian Schiaretti, Odéon-Théâtre de l'Europe, TNP Villeurbanne.
- New Amsterdam : série télévisée (2018) 2e saison, épisode 7 Good Soldiers. La pièce de Sophocle est utilisée par le psychologue de l'hôpital afin de permettre à d'anciens militaires de la guerre d'Iraq de se guérir de leur stress post-traumatique en incarnant les trois positions en conflit : Philoctète, le guerrier blessé et abandonné par l'armée, Néoptolème, le jeune guerrier pris dans un conflit de loyauté, et Ulysse, le général soucieux de l'armée au point d'abandonner un individu gênant.